# Sparre (släkter)
Sparre kan avse flera medeltida ätter, eller enskilda personer, utan inbördes släktskap, vilka förde en eller flera sparrar i sitt vapen.
Den mest namnkunniga och den enda idag fortlevande ätten Sparre härstammar från Sigge Larsson (Sparre), en väpnare som dog  1442 eller 1443. Släktnamnet Sparre användes från omkring 1580 och ätten introducerades 1625 på Riddarhuset som Sparre af Rossvik. En gren upphöjdes i friherrlig värdighet 1647 under namnet Sparre. Mellan 1719 och 1833 upphöjdes fem grenar av ätten i grevlig värdighet, bland annat Sparre af Sundby, Sparre af Söfdeborg och Franc-Sparre. Idag fortlever Sparre af Söfdeborg, en friherrlig gren och en obetitlad gren. Ättens vapen är en sparre av guld i blå fält.
Det finns ytterligare ett antal medeltida frälseätter som bar samma typ av vapen och därför av eftervärlden givits namnet Sparre. Dessa släkter var alla utslocknade vid 1600-talets början.
Nedanstående tre släkter, samt sannolikt även den fjärde, förde en röd sparre på guld:
- Sparre av Tofta
- Sparre av Vik
- Sparre av Hjulsta och Ängsö
- Sparre av Fyllingarum i Östergötland. Svenskt Diplomatariums huvudkartotek över medeltidsbreven identifierar Nils Birgersson (Sparre av Fyllingarum) som tillhörig ätten Sparre av Hjulsta och Ängsö, vilket kan tolkas som att ätten Sparre av Fyllingarum kan ses som en utgrening av Sparre av Hjulsta och Ängsö.[1]

Andra släkter med liknande vapen var:
- Sparre av Aspnäs i Uppland förde en sparre i guld med röd bakgrund.
- Sparre av Ellinge från Skåne, senare i Uppland, förde två blå sparrar på silver.
- Sparre av Skåne, från Skåne, förde tre blå sparrar på silver.

En sparre fördes till exempel även av ätterna Kärling och Pipa, vilka genom olika släktrelationer kan knytas till Sparre av Hjulsta och Ängsö samt många personer vars släktskap med andra sparreätter inte kan påvisas. Ett flertal ätter förde sparren tillsammans med andra bilder i skölden, och Staffanssönernas ätt som tidigare kallades (två sparrar) förde flera kombinationer av två och tre sparrar, i något fall också som störtade två nedfällda sparrar.